# Azraq
Azraq (arabe: الأزرق) est une petite ville de Jordanie d'environ 10 000 habitants (en 2009), dans la province de Zarqa, à une centaine de kilomètres à l'est d'Amman.

## Géographie
La ville d'Azraq s'est développée autour de l'oasis d'Azraq, aujourd'hui protégée en tant que réserve naturelle.

## Histoire
La présence humaine dans l'oasis d'Azraq remonte à la préhistoire (Paléolithique). À l'époque historique, la région est un des carrefours commerciaux des Nabatéens. Au IIIe siècle, les Romains construisent à Azraq un château, transformé par les Mamelouks. Au début du XXe siècle (1917-1918), Lawrence d'Arabie fait d'Azraq son quartier-général.

## Monuments et sites
- Qasr Azraq : construit par les Romains, transformé à l'époque omeyyade, et quartier-général de Lawrence en 1917, le fort d'Azraq fait partie des châteaux du désert situés à l'Est d'Amman.
- L'oasis d'Azraq fait partie des réserves naturelles gérées par la Royal Society for the Conservation of Nature (Société Royale pour la Conservation de la Nature).

## Base aérienne Muwaffaq Salti
La base aérienne d'Azraq est l'une des plus importantes bases de la Royal Jordanian Air Force.